# Кузьминцы (Киевская область)
Кузьми́нцы (укр. Кузьминці) — село, входит в Кагарлыкский район Киевской области Украины.
Население по переписи 2001 года составляло 411 человек. Почтовый индекс — 09232. Телефонный код — 4573. Занимает площадь 2,557 км².

## Местный совет
09232, Київська обл., Кагарлицький р-н, с.Кузьминці, вул.Радянська